# O2 (ORANGE RANGEの曲)
「O2」（オー・ツー）は、日本のミクスチャーロックバンド、ORANGE RANGEのメジャー19枚目、通算20枚目のシングル。 2008年5月28日にgr8! recordsからリリースされた。

## 解説
- 前作よりおよそ2ヶ月ぶりのリリース。
- 表題曲は、アニメ『コードギアス 反逆のルルーシュ R2』の前期オープニングテーマに起用され、2005年の「＊〜アスタリスク〜」以来約3年ぶりのアニメタイアップとなった。
- 初回限定盤と通常盤の2形態がリリースされ、初回盤には表題曲のPVが収録されたDVDと、メンバーが出演した『コードギアス』の番宣CMの各シーンをまとめたステッカーが同梱されている。
- YAMATOのクレジット欄は「ヘリ子ブターヤマト」と書かれており、NAOTOのクレジット欄には｢programming, other instruments, g.｣と書かれている。

## 収録曲

### CD
- 全曲、作詞・作曲:ORANGE RANGE、Original Key=Am

1. O2 [3:58]
TBS・MBS系列テレビアニメ『コードギアス 反逆のルルーシュ R2』前期オープニングテーマ[2]。
YAMATOの初リードヴォーカル曲。
アニメに使用されたのはデモ音源であり、CD収録にあたって歌い直しがされている[注釈 1]。
この曲は、アニメ制作スタッフと何度も話し合って作られ、4パターンあった中から、今楽曲が採用された。また、アニメでのクレジット表記としては「O2〜オー・ツー〜」だが、ORANGE RANGEのシングル及びアルバムの表記では「O2」が正式な表記である。
楽曲自体は同アニメの番宣CMで既に使用されていたものの、公式発表まではORANGE RANGEの楽曲であることが伏せられていた。
PVは、京都の東映太秦映画村で撮影された。名家の娘（佐藤さくら）と武士（柄本佑）の恋を描いた時代劇風に作られており、終盤ではORANGE RANGEのメンバーによる派手なアクションシーンが繰り広げられている。なお、メンバーはそれぞれ、スリの達人（HIROKI）、こけし職人（NAOTO）、独眼竜そば打ち（RYO）、風鈴職人（YAMATO）、傘職人（YOH）という役柄で出演している。ちなみに、バンドの演奏・歌唱のシーンはない。
2. 春紫苑 [4:12]
3. 世界ワールドウチナーンチュ紀行 DJ TASAKA REMIX [8:10]
DJ TASAKAによるリミックス。ORANGE RANGE史上最も長い曲で、アルバム『PANIC FANCY』に、原曲である「世界ワールドウチナーンチュ紀行 〜シーミー編〜」が収録されているが、原曲は3分程である。

### 初回盤DVD
1. O2（Music Video）

## 収録アルバム
- 『PANIC FANCY』（#1）
- 『ALL the SINGLES』（#1）
- 『CODE GEASS COMPLETE BEST』（#1）
  - 「O2 〜オー・ツー〜」の表記で収録。

## カバー
O2
- 星輝子（松田颯水）、向井拓海（原優子）、村上巴（花井美春） - ゲーム『アイドルマスター シンデレラガールズ スターライトステージ』収録曲として2019年10月24日に追加。翌年2020年2月19日発売のシングル「THE IDOLM@STER CINDERELLA GIRLS STARLIGHT MASTER 36 義勇忍侠花吹雪」に収録された。
- FLOW - 2022年11月16日発売の39thシングル「デイドリーム ビリーヴァー」に収録。
- 千寿いろは（岡咲美保）、阿岐留カミラ（若井友希）、猫足蕾（芹澤優） - ゲーム『ワールドダイスター 夢のステラリウム』収録曲として2024年6月14日に追加。